# Nguyễn Phụ Đông
Nguyễn Phụ Đông (sinh ngày 5 tháng 3 năm 1952 tại phường Đình Bảng, thành phố Từ Sơn, tỉnh Bắc Ninh) là đại biểu Quốc hội Việt Nam khóa 12, thuộc đoàn đại biểu Bắc Ninh.